# Record di atletica leggera ai Giochi del Commonwealth
I record di atletica leggera ai Giochi del Commonwealth rappresentano le migliori prestazioni di atletica leggera stabilite nell'ambito dei Giochi del Commonwealth.
La Federazione dei Giochi del Commonwealth accetta soltanto atleti appartenenti al Commonwealth delle nazioni e riconosce record stabiliti nelle varie edizioni dei Giochi del Commonwealth. Le specialità di atletica leggera presenti a tali Giochi sono suddivisi in quattro gruppi: eventi di corsa, che racchiudono velocità, corse di media e lunga distanza, corse ad ostacoli e staffette, i concorsi, che racchiudono salto in alto, salto con l'asta, salto in lungo e salto triplo, getto del peso, lancio del disco, lancio del martello e tiro del giavellotto, corse su strada ed prove multiple come triathlon, eptathlon e decathlon. Sono anche presenti molti eventi di corsa e concorsi disputati da atleti disabili.
Molti record ai Giochi del Commonwealth furono stabiliti in distanze usate per misure imperiali, come ad esempio le 100 iarde.

## Maschili
Statistiche aggiornate a Birmingham 2022.
| 100 m piani            | 9"88 (-0,1 m/s) | Ato Boldon                                                     | Trinidad e Tobago | 17 settembre 1998 | Kuala Lumpur, Malaysia      |         |        |             |         |
| 200 m piani            | 19"80 (+1,1 m/s) | Jereem Richards                                                | Trinidad e Tobago | 6 agosto 2022     | Birmingham, Inghilterra     |         |        |             |         |
| 400 m piani            | 44"24 | Kirani James                                                   | Grenada           | 30 luglio 2014    | Glasgow, Scozia             |         |        |             |         |
| 800 m piani            | 1'43"22 | Steve Cram                                                     | Inghilterra       | 31 luglio 1986    | Edimburgo, Scozia           |         |        |             |         |
| 1 500 m piani          | 3'30"12 | Oliver Hoare                                                   | Australia         | 6 agosto 2022     | Birmingham, Inghilterra     |         |        |             |         |
| 5 000 m piani          | 12'56"41 | Augustine Choge                                                | Kenya             | 20 marzo 2006     | Melbourne, Australia        |         |        |             |         |
| 10 000 m piani         | 27'09"19 | Jacob Kiplimo                                                  | Uganda            | 3 agosto 2022     | Birmingham, Inghilterra     |         |        |             |         |
| Maratona               | 2h09'12" | Ian Thompson                                                   | Inghilterra       | 31 gennaio 1974   | Christchurch, Nuova Zelanda |         |        |             |         |
| 110 m ostacoli         | 13"08 (+0,5 m/s) | Colin Jackson                                                  | Galles            | 28 gennaio 1990   | Auckland, Nuova Zelanda     |         |        |             |         |
| 110 m ostacoli         | 13"08 (+1,6 m/s) | Colin Jackson                                                  | Galles            | 23 agosto 1994    | Victoria, Canada            |         |        |             |         |
| 110 m ostacoli         | 13"08 (+0,9 m/s) | Rasheed Broadbell                                              | Giamaica          | 4 agosto 2022     | Birmingham, Inghilterra     |         |        |             |         |
| 400 m ostacoli         | 48"05 | Louis van Zyl                                                  | Sudafrica         | 23 marzo 2006     | Melbourne, Australia        |         |        |             |         |
| 3 000 m siepi          | 8'10"08 | Conseslus Kipruto                                              | Kenya             | 13 aprile 2018    | Gold Coast, Australia       |         |        |             |         |
| Salto in alto          | 2,36 m | Clarence Saunders                                              | Bermuda           | 1º febbraio 1990  | Auckland, Nuova Zelanda     |         |        |             |         |
| Salto con l'asta       | 5,80 m | Steven Hooker                                                  | Australia         | 24 marzo 2006     | Melbourne, Australia        |         |        |             |         |
| Salto in lungo         | 8,41 m (+0,6 m/s) | Luvo Manyonga                                                  | Sudafrica         | 11 aprile 2018    | Gold Coast, Australia       |         |        |             |         |
| Salto triplo           | 17,86 m (+0,7 m/s) | Jonathan Edwards                                               | Inghilterra       | 28 luglio 2002    | Manchester, Inghilterra     |         |        |             |         |
| Getto del peso         | 22,45 m | Tomas Walsh                                                    | Nuova Zelanda     | 8 aprile 2018     | Gold Coast, Australia       |         |        |             |         |
| Lancio del disco       | 68,20 m | Fedrick Dacres                                                 | Giamaica          | 13 aprile 2018    | Gold Coast, Australia       |         |        |             |         |
| Lancio del martello    | 80,26 m | Nick Miller                                                    | Inghilterra       | 8 aprile 2018     | Gold Coast, Australia       |         |        |             |         |
| Lancio del giavellotto | 90,18 m | Arshad Nadeem                                                  | Pakistan          | 7 agosto 2022     | Birmingham, Inghilterra     |         |        |             |         |
| Decathlon              | 8 663 p. | Daley Thompson                                                 | Inghilterra       | 28 luglio 1986    | Edimburgo, Scozia           |         |        |             |         |
| Decathlon              | \| 100 m (v.) \| Lungo (v.) \| Peso \| Alto \| 400 m \| 110 m hs (v.) \| Disco \| Asta \| Giavellotto \| 1500 m \| \| ---------- \| ---------- \| ------- \| ------ \| ----- \| ------------- \| ------- \| ------ \| ----------- \| ------- \| \| 10"37 \| 7,70 m \| 15,01 m \| 2,08 m \| 47"30 \| 14"22 \| 43,72 m \| 5,10 m \| 60,82 m \| 4'39"63 \| |                                                                |                   |                   |                             |         |        |             |         |
| Marcia 10000 m         | 38'36"37 | Evan Dunfee                                                    | Canada            | 7 agosto 2022     | Birmingham, Inghilterra     |         |        |             |         |
| Marcia 20 km           | 1h19'34" | Dane Bird-Smith                                                | Australia         | 8 aprile 2018     | Gold Coast, Australia       |         |        |             |         |
| Marcia 50 km           | 3h42'53" | Nathan Deakes                                                  | Australia         | 24 marzo 2006     | Melbourne, Australia        |         |        |             |         |
| Staffetta 4×100 m      | 37"58 | Usain Bolt Kemar Bailey-Cole Nickel Ashmeade Jason Livermore   | Giamaica          | 2 agosto 2014     | Glasgow, Scozia             |         |        |             |         |
| Staffetta 4×400 m      | 2'59"03 | Michael McDonald Roxbert Martin Gregory Haughton Davian Clarke | Giamaica          | 21 settembre 1998 | Kuala Lumpur, Malaysia      |         |        |             |         |
| 100 m (v.)             | Lungo (v.) | Peso                                                           | Alto              | 400 m             | 110 m hs (v.)               | Disco   | Asta   | Giavellotto | 1500 m  |
| 10"37                  | 7,70 m | 15,01 m                                                        | 2,08 m            | 47"30             | 14"22                       | 43,72 m | 5,10 m | 60,82 m     | 4'39"63 |

## Femminili
Statistiche aggiornate a Birmingham 2022.
| Specialità             | Prestazione | Atleta                                                                            | Nazione       | Data            | Luogo                   |         |
| ---------------------- | --- | --------------------------------------------------------------------------------- | ------------- | --------------- | ----------------------- | ------- |
| 100 m piani            | 10"85 (+0,3 m/s) | Blessing Okagbare                                                                 | Nigeria       | 28 luglio 2014  | Glasgow, Scozia         |         |
| 200 m piani            | 22"02 (+0.6 m/s) | Elaine Thompson-Herah                                                             | Giamaica      | 6 agosto 2022   | Birmingham, Inghilterra |         |
| 400 m piani            | 49"48 | Sada Williams                                                                     | Barbados      | 7 agosto 2022   | Birmingham, Inghilterra |         |
| 800 m piani            | 1'56"68 | Caster Semenya                                                                    | Sudafrica     | 13 aprile 2018  | Gold Coast, Australia   |         |
| 1 500 m piani          | 4'00"71 | Caster Semenya                                                                    | Sudafrica     | 10 aprile 2018  | Gold Coast, Australia   |         |
| 5 000 m piani          | 14'31"42 | Paula Radcliffe                                                                   | Inghilterra   | 28 luglio 2002  | Manchester, Inghilterra |         |
| 10 000 m piani         | 30'48"60 | Eilish McColgan                                                                   | Scozia        | 3 agosto 2022   | Birmingham, Inghilterra |         |
| Maratona               | 2h25'28" | Lisa Martin                                                                       | Australia     | 31 gennaio 1990 | Auckland, Nuova Zelanda |         |
| 100 m ostacoli         | 12"30 (-0.2 m/s) | Tobi Amusan                                                                       | Nigeria       | 7 agosto 2022   | Birmingham, Inghilterra |         |
| 400 m ostacoli         | 53"82 | Jana Pittman                                                                      | Australia     | 23 marzo 2006   | Melbourne, Australia    |         |
| 3 000 m siepi          | 9'15"68 | Jackline Chepkoech                                                                | Kenya         | 5 agosto 2022   | Birmingham, Inghilterra |         |
| Salto in alto          | 1,96 m | Hestrie Cloete                                                                    | Sudafrica     | 30 luglio 2002  | Manchester, Inghilterra |         |
| Salto con l'asta       | 4,75 m | Alysha Newman                                                                     | Canada        | 13 aprile 2018  | Gold Coast, Australia   |         |
| Salto in lungo         | 7,00 m (+1,6 m/s) | Ese Brume                                                                         | Nigeria       | 7 agosto 2022   | Birmingham, Inghilterra |         |
| Salto triplo           | 14,94 m (+1,4 m/s) | Shanieka Ricketts                                                                 | Giamaica      | 5 agosto 2022   | Birmingham, Inghilterra |         |
| Getto del peso         | 20,47 m | Valerie Adams                                                                     | Nuova Zelanda | 9 ottobre 2010  | Delhi, India            |         |
| Lancio del disco       | 68,26 m | Dani Stevens                                                                      | Australia     | 12 aprile 2018  | Gold Coast, Australia   |         |
| Lancio del martello    | 74,68 m | Camryn Rogers                                                                     | Canada        | 4 agosto 2022   | Birmingham, Inghilterra |         |
| Lancio del giavellotto | 68,92 m | Kathryn Mitchell                                                                  | Australia     | 11 aprile 2018  | Gold Coast, Australia   |         |
| Eptathlon              | 6 695 p. | Jane Flemming                                                                     | Australia     | 28 gennaio 1990 | Auckland, Nuova Zelanda |         |
| Eptathlon              | \| 100 m hs (v.) \| Alto \| Peso \| 200 m (v.) \| Lungo (v.) \| Giavellotto \| 800 m \| \| ------------- \| ------ \| ------- \| ---------- \| ---------- \| ----------- \| ------- \| \| 13"21 \| 1,82 m \| 13,76 m \| 23"62 \| 6,57 m \| 49,28 m \| 2'12"53 \| |                                                                                   |               |                 |                         |         |
| Marcia 10000 m         | 42'34"30 | Jemima Montag                                                                     | Australia     | 6 agosto 2022   | Birmingham, Inghilterra |         |
| Marcia 20 km           | 1h32'46" | Jane Saville                                                                      | Australia     | 20 marzo 2006   | Melbourne, Australia    |         |
| Staffetta 4×100 m      | 41"83 | Kerron Stewart Veronica Campbell-Brown Schillonie Calvert Shelly-Ann Fraser-Pryce | Giamaica      | 2 agosto 2014   | Glasgow, Scozia         |         |
| Staffetta 4×400 m      | 3'23"83 | Stephenie McPherson Christine Day Novlene Williams-Mills Anastasia Le-Roy         | Giamaica      | 2 agosto 2014   | Glasgow, Scozia         |         |
| 100 m hs (v.)          | Alto | Peso                                                                              | 200 m (v.)    | Lungo (v.)      | Giavellotto             | 800 m   |
| 13"21                  | 1,82 m | 13,76 m                                                                           | 23"62         | 6,57 m          | 49,28 m                 | 2'12"53 |